# (8062) Okhotsymskij
(8062) Okhotsymskij (1977 EZ) – planetoida z pasa głównego asteroid okrążająca Słońce w ciągu 3,69 lat w średniej odległości 2,39 au. Odkryta 13 marca 1977 roku.